# Meliphaga
Meliphaga là một chi chim trong họ Meliphagidae.

## Các loài
Trong bài báo năm 2014, Joseph et al. phát hiện ra rằng Meliphaga như định nghĩa đến thời điểm đó bao gồm hai nhánh được hỗ trợ tốt và các loài 'đốm' tương tự nhau về kiểu hình là không đơn ngành (lồng vào đó là 3 loài 'sọc', bao gồm M. albilineata, M. fordiana và M. reticulata). Sự rẽ nhánh của hai nhánh này ra khỏi nhau vào khoảng 10,19 triệu năm trước (7,31-13,41 Ma), đủ để coi là các chi khác biệt. Các tác giả gợi ý về việc giới hạn Meliphaga chỉ gồm 3 loài là M. aruensis, M. notata và M. lewinii (loài điển hình của chi) và tách 12 loài còn lại vào chi Microptilotis Mathews, 1912 với loài điển hình là Ptilotis gracilis Gould, 1866 = M. gracilis.
Năm 2017, Marki et al. nhận thấy Oreornis chrysogenys van Oort, 1910 - loài duy nhất của chi Oreornis van Oort, 1910 - lồng sâu trong 12 loài Meliphaga này và việc chuyển cả 12 loài này sang chi Oreornis là hợp lý.

### Giữ lại
- Meliphaga aruensis
- Meliphaga notata
- Meliphaga lewinii

### Chuyển đi
- Meliphaga reticulata = Oreornis reticulatus
- Meliphaga fordiana = Oreornis fordianus
- Meliphaga albilineata = Oreornis albilineatus
- Meliphaga flavirictus = Oreornis flavirictus
- Meliphaga vicina = Oreornis vicinus
- Meliphaga montana = Oreornis montanus
- Meliphaga mimikae = Oreornis mimikae
- Meliphaga cinereifrons = Oreornis cinereifrons
- Meliphaga orientalis = Oreornis orientalis
- Meliphaga analoga = Oreornis analogus
- Meliphaga albonotata = Oreornis albonotatus
- Meliphaga gracilis = Oreornis gracilis